# 米德兰铁路
米德兰铁路（Midland Railway，缩写：MR）是英国的一家铁路公司，1844年由多家公司合并而成，是20世纪早期英国的大型铁路公司之一，更曾是总部所在地德比最大的雇主。1922年，它和其他几家公司一起合并形成伦敦、米德兰和苏格兰铁路。
米德兰铁路的铁路网以德比郡为中心，延伸到伦敦、曼彻斯特、卡莱尔、伯明翰和西南英格兰各地。除去铁路之外，它还运营过希舍姆到道格拉斯和贝尔法斯特的航线。现在，很多米德兰铁路的基础设施仍在使用中。